# T-72M4CZ
Hlavní bojový tank T-72M4 CZ je českou komplexní modernizací sovětského tanku T-72 na úroveň srovnatelnou s tanky 3. generace. Tank je vybaven zařízením chránícím tříčlennou posádku, kterou tvoří velitel, střelec a řidič (nabíjení je zajištěno pomocí nabíjecího automatu), a vnitřní výstroj vozidla proti tlakové vlně, radiaci a chemickým látkám. Tank má zařízení pro překonávání vodních toků jízdou pod vodou, zadýmovací zařízení k vytvoření dýmových clon pro maskování a hasicí zařízení pro hašení požáru uvnitř vozidla. Touto modernizací je dosaženo zlepšení palebné síly, ochrany, pohyblivosti a veškeré elektroniky.
Tank je určen k ničení tanků a ostatních obrněných cílů, popř. i živé síly protivníka a proti nízko letícím cílům. 125mm kanón 2A46M tanku T-72M4 CZ s vysoce průbojným projektilem APFSDS-T je schopen bez problému prorazit 500 mm pancíř na vzdálenost přesahující 2 000 m. T-72M4 CZ tímto může konkurovat ruským T-90S. Podle hodnocení odborníků šlo v té době o nejlepší modernizaci tanku T-72.
V současné době je vybudováno komplexní týlové, ženijní a technické zabezpečení a tento projekt byl ukončen v roce 2008. Všechny modernizované tanky jsou spolu s modernizovanými VT-72M4 CZ ve výzbroji 73. tankového praporu v Přáslavicích ze 7. mechanizované brigády Armády České republiky.

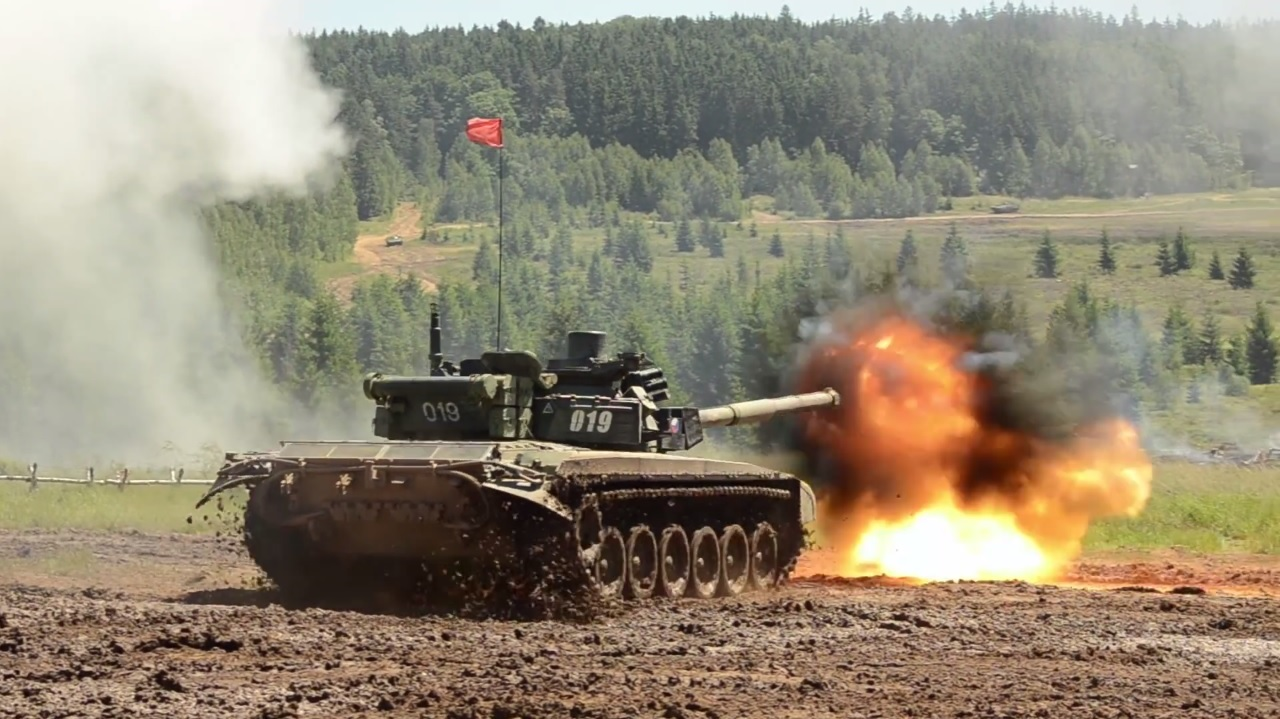

## Modernizace
Modernizaci schválila vláda České republiky v roce 1994, kdy se rozhodlo o modernizaci 353 tanků. V roce 1995 poté došlo k vypsání tendru a jako hlavní dodavatel českého programu nových tanků byl zvolen Vojenský opravárenský podnik 025 Nový Jičín (Dnešní název VOP CZ). Základem modernizace tanku T-72M4 CZ se staly podvozky z tanku T-72M1 a věže z T-72M. Při hloubkové modernizaci na standard M4 byl tank nejprve rozebrán a poté došlo k zásadním úpravám, jakými byla výměna zadního čela korby, výměna dna korby pod řidičem, úprava motoropřevodového prostoru pro montáž powerpacku. Modernizace se dotkla více než 90 % dílů, kdy byly díly buďto vyměněny za nové nebo upravené.
Pro zkoušky se postavily dva prototypy – tanky T-72M3 (P1) a T-72M4 (P2) , kdy si verze M3CZ ponechala původní motor V-46-6 avšak bez mechanického kompresoru, ale se dvěma turbodmychadly, zatím co verze M4CZ disponovala zcela novým britským motorem CV 12 TCA Condor, který se používá i v tanku Challenger 2. Od britského se liší pouze výkonností, zatím co T-72M4 CZ má 1 000 koní, tak tank Challenger 2 má 1 200 koní.
Bezpečnostní situace se po vstupu ČR do NATO změnila a plánovaný počet modernizovaných tanků postupně klesal, nejdřív na 140 a pak až na pouhých 33 kusů.
Původně měly být náklady 19 miliard při 140 kusech, po redukci byly náklady 4.5 miliardy. Průměrná cena modernizace jednoho kusu vyšla na 150 milionů korun. Cena 27 tanků T-72M4 CZ v základním provedení činila 4,463 miliardy Kč. Spolu s nimi byly nakoupeny 3 minové vyorávače KMT-72M4, 3 návěsná buldozerová zařízení NBZ-90, 3 výbušné odminovače VO-72M4 a další vybavení, které celkovou cenu modernizace zvýšilo na 4,953 miliardy Kč. Od roku 2003 do 2005 bylo ve státním podniku VOP025 vyrobeno celkem 30 tanků, z toho 3 velitelské T-72M4 CZ-W se zdvojenou radiostanicí a rozšířenými funkcemi BVIS (CDU-BVIS = Commander Display Unit for BVIS) nutné pro plnění funkcí velitelského tanku roty. Cena tří velitelských tanků byla 471 milionů Kč.
Na rozdíl od polské modernizace PT-91M se české T-72M4 CZ žádného exportního úspěchu nedočkaly, ale na rozdíl od slovenského T-72M2 (původně projekt československé federativní armády před rozpadem Československa a po rozpadu zůstal projekt na Slovensku) se T-72M4 CZ alespoň dostal do výroby. 
Body modernizace
- dosáhnout podstatně nižší ekonomické náročnosti oproti nákupu nových tanků 3. – 4. generace a dosáhnout bojových parametrů a užitných vlastnosti na úrovni tanků 3. – 4. generace, kvůli zvýšení bojového potenciálu tanku T-72 (který je tankem 2. generace)
- maximální využití stávající UVZ a logistické podpory pro tank T-72 a zachování jeho předností ve strategické pohyblivosti, tříčlenné obsluze a v malých rozměrech
- dosažení interoperability v rámci NATO, v systému spojení a provozním zabezpečení a přezbrojení hlavních obranných sil AČR v souladu se změnami způsobů vedení bojové činnosti pozemního vojska

Komplexní modernizace zvýšila palebnou sílu vedením účinné palby z místa i za pohybu zajištěný novým systém řízení palby a zvýšení účinků podkaliberní munice v cíli zcela novým podkaliberním nábojem pro tankový kanón a možnosti pozorování ve dne i v noci. Díky nové pohonné jednotce v jednom bloku a úpravou podvozku výrazně přispěla k zvýšení pohyblivosti a manévrovatelnosti tanku a k zlepšení vybraných provozně-technických vlastností. Byla také zvýšena pasivní a aktivní ochrana tanku v boji přidáním návěsné dynamické ochrany korby a věže, zesílení pancéřování a úpravy korby, systém detekce a indikace laserového ozáření, vystřelovací zadýmovací zařízení a nový ochranný dýmový granát, ochranný maskovací systém (proti vizuálnímu, infra a radiolokačnímu průzkumu). A pro zvýšení bezpečí a pohodlí posádky bylo namontováno nové vnitřní hovorové zařízení (VHZ), nové prostředky vnějšího spojení (VKV radiostanice), systém pozemní navigace (inerciální + družicová), elektrická instalace Raychem, antiexplozní protipožární zařízení a nové ohřívače a topení v tanku spolu s přídavným zdrojem elektrické energie (3 kW).

## Konstrukce

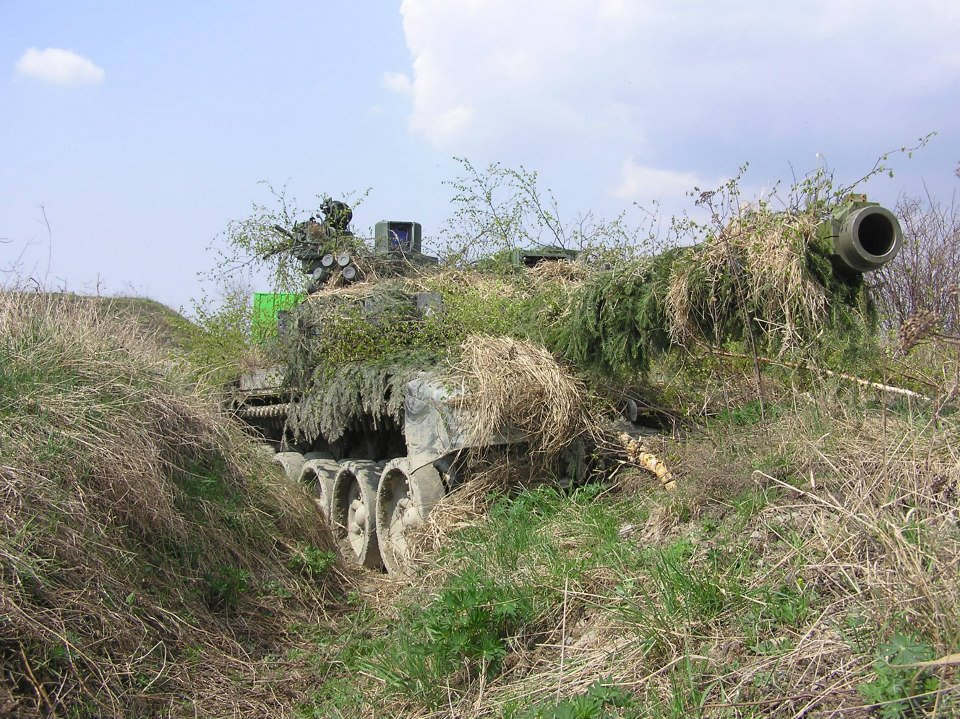

### Základní konstrukce
Základem tanku je podvozek s 2×6 pojezdovými koly, jedním napínacím kolem vpředu a jedním hnacím kolem vzadu. Na podvozku je umístěna plně otočná věž. Vpředu na korbě se nacházejí 2 světlomety, vzadu pak 2 koncová světla. Průlez řidiče s průzory je umístěn těsně pod věží, dále jsou pak umístěny 2 průlezy na věži tanku, jeden pro velitele, druhý pro střelce. Věž je vpředu vybavena reaktivním pancéřováním typu DYNA. Po stranách střechy věže jsou umístěny výmetnice kouřových granátů.

### Pohyblivost

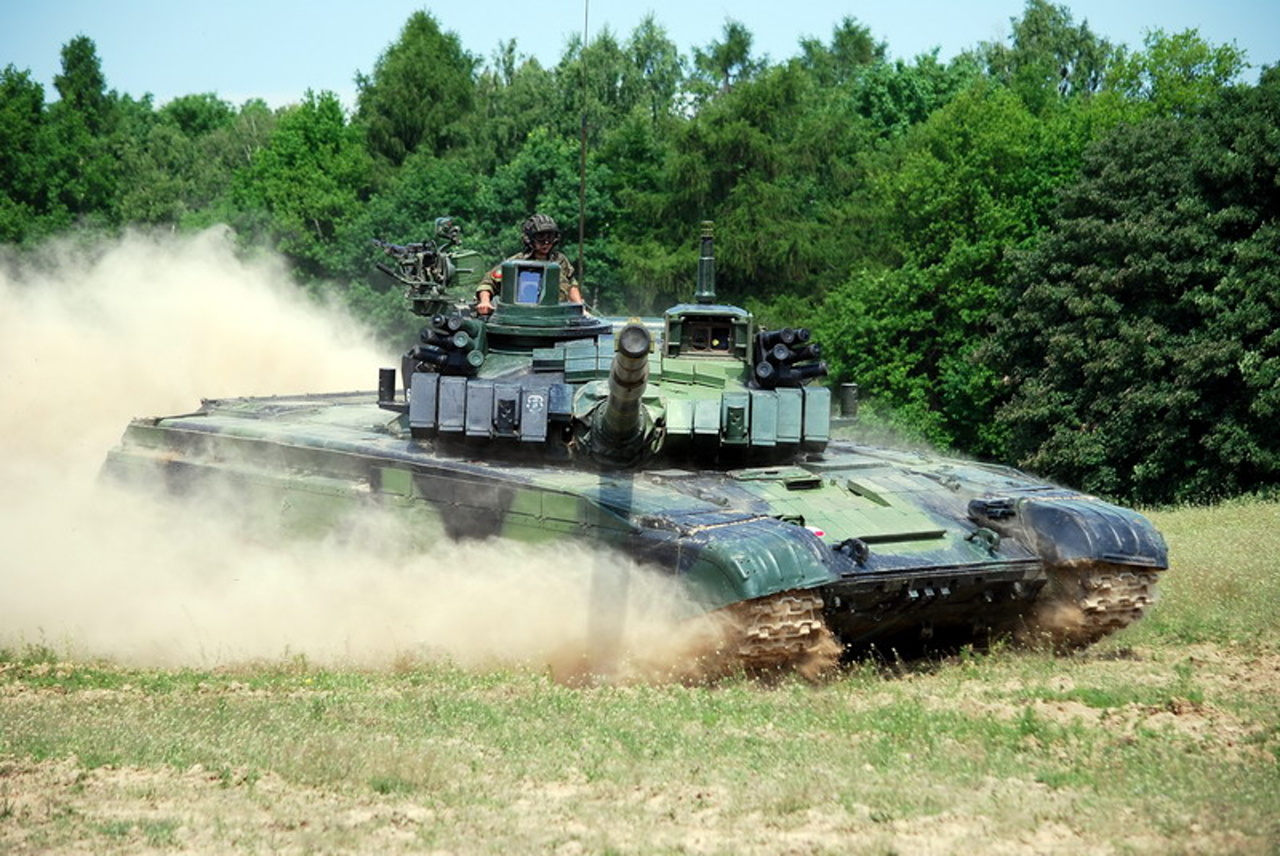

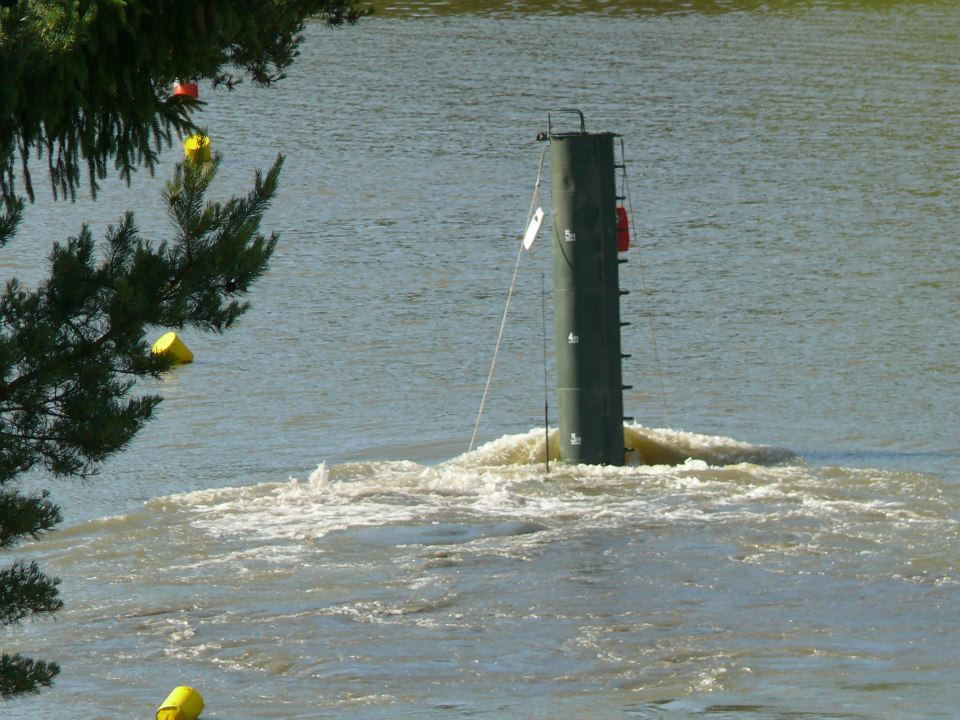

Tank obdržel zcela novou pohonnou jednotku NPP 2000-1 vyvinutou izraelskou firmou Nimda, která se skládá z motoru Condor CV12 1000 TCA od firmy Perkins (Caterpillar) a elektronicky řízené automatické převodovky Allison Transmission XTG-411-6, vyrobené a servisované v České republice. Převodovka je plně automatická a nabízí čtyři převody pro jízdu vpřed a dva pro jízdu vzad. Motor dosahuje výkonu 746 kW (1000 koní) a je kontrolován systémem elektronického řízení a diagnostickým, monitorovacím a ochranným systémem. Nový pohon si vyžádal změnu zadní části vozidla, kdy se musela původní část z tanku T-72M1 odříznout a nahradila se novou s dostatečným místem pro novou pohonnou jednotku. Nedílnou součástí pohonné jednotky je systém chlazení vyvinutý společností Nimda a vyrobený britskou firmou Airscrew Howden. Stroj obdržel také nové pásy s pryžovými patkami. Spotřeba v terénu až 800 l/100 km, na polních cestách až 400 l/100 km, na silnici až 350 l/100 km, okamžitá v těžkém terénu až 2200 l/100 km. Vezená zásoba paliva 1450 l + 195 l přídavný sud.
Díky nové pohonné jednotce se dosáhlo zvýšení základních výkonů: zrychlení z 0 na 32 km/h se snížilo z 25 s na pouhých 7,1 s. Vozidlo se po silnici pohybuje rychlostí 45 km/h, ale max. rychlost je o 1 km/h vyšší než u T-72M1, tedy 61 km/h a průměrná rychlost v terénu je o 25 km/h vyšší, tedy 42 km/h. Max. rychlost vzad je zvýšena o 10 km/h na 16 km/h a průchodivost terénem je totožná (nájezdový úhel vpředu je 36° a vzadu 23°). Tank je schopen po přípravě překonat vodní překážku o hloubce až 5 metrů, délce až 500 metrů a rychlosti proudu 1,5 m/s. Řidič dostal místo řídících pák řídítka (jako BVP) a záleží na něm zda bude řazení stupňů ovládat předvoličem a nebo využije plně automatické funkce převodovky. Při závadě elektroniky stroj jede dál, protože řidič řadí rychlostní stupně manuálně pomocí zařízení s hydraulickými posilovači. Systém kontroly stavu motoru, předává do sluchátek řidiči i ostatním členům osádky případné poruchy. Generální oprava motoru se provádí po ujetí 14 000 km a polní dílny jsou schopny vyměnit pohonnou jednotku za 1 hodinu.

### Ochrana

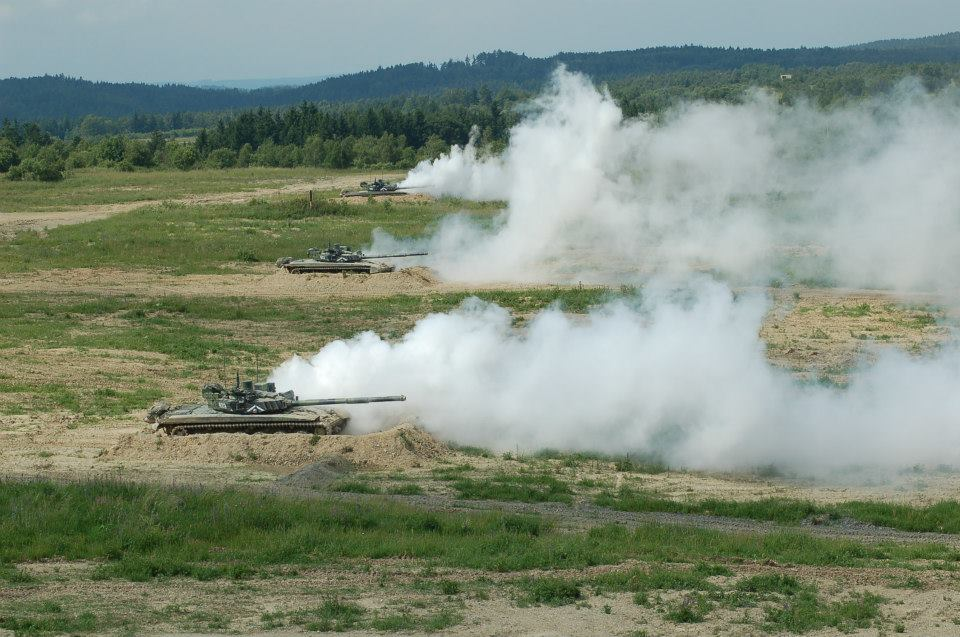

Korba tanku se skládá z ocelových plátů a je na exponovaných místech (např. čelo korby) doplněna vrstveným pancéřováním (plast se skelnými vlákny) a na čelu věže je použita keramická vrstva. Základní pancéřování obnáší tuto ochrannou charakteristiku : boky korby mají tloušťku pancíře (bez ochranných krytů) 20 - 80 mm, boky věže mají proměnou sílu 60 až 80 mm, čelo korby 520 mm proti střelám APFSDS a 1100 mm proti střelám HEAT, čelo věže 520 mm proti střelám APFSDS a 1200 mm proti střelám HEAT, strop korby a věže chrání pancíř o síle 40 až 50 mm. Tank je osazen reaktivním pancéřováním DYNA navrženým v Polsku. DYNA nabízí vysoký stupeň ochrany proti střelám s vysokou kinetickou energií (například střely APFSDS), tyto střely probíjí pancíř kombinací vysoké kinetické energie (rychlosti, váhy) působící na malou plochu (proto podkaliberní) a střelám s chemickou energií (například HESH – tříštivo-trhavé střely). Tank je osazen 43 až 44 bloky na čele korby, na čele věže 12 bloky, strop věže 15 bloků a 2 bloky na každém boku. Efektivní zvýšení ochrany je asi na 300 % proti kumulativním střelám na čele věže a na 220 % v oblasti čela korby. Tyto údaje platí pro korbu a věž do úhlu 20° resp. 35° od podélné osy tanku. Boky korby navíc chrání gumové kryty pásů o síle až 20 mm, které zvyšují odolnost boků korby proti kumulativním střelám asi o 200 %. V oblasti stropu věže je ochrana proti kumulativní munici zvýšena asi o 360 %. Bloky dynamické ochrany DYNA chrání i proti munici s tandemovými hlavicemi.
K likvidaci magnetických min slouží elektromagnetický tral od společnosti Metra Blansko, který vytváří náhradní magnetické pole a způsobuje spuštění magnetických min před tankem a po jeho bocích. Mechanickým odminovávacím systémem KMT-72M4, tento systém vyorává miny před kolejovými pásy, a s výbušným odminovávacím systémem VO-72M4, který výbuchem táhlých náloží plastické trhaviny vytváří průchod minovém poli. Tyto systémy zajišťují vysokou rychlost přesunu v zaminovaném terénu. Proti minám bylo upraveno dno korby a řidičova sedačka má úchyt na stropě korby, pro vyšší bezpečnost při případném zásahu nebo explozi miny. Vozidlo využívá systém aktivní ochrany typu "soft kill" SDIO a obsahuje polský laserový výstražný systém PCO SSC-1. Ten dokáže detekovat zaměření vozidla laserovými zařízeními a také určit směr hrozby. Tento systém spolupracuje se systém řízení palby a zajišťuje automatické nebo ruční odpálení maskovacích dýmových granátů DGO-1 (4 salvy po 3 ks), které tlumí infračervené vyzařování tanku do směru ozáření. Kouř granátu má nové složení, které pohlcuje nejen laserové paprsky, ale i tepelné záření. Tank zacloněný dýmem zmizí z protivníkových termovizních pozorovacích a pátracích soustav. Na pasivní ochraně se přičiní také nový maskovací nátěr U 2500 se zvýšenými maskovacími schopnostmi, na ochranu v oblasti radiolokačního spektra byl použit absorbér mikrovlnného záření a pro tepelné maskování termorohož na motoropřevodový prostor. K aktivnímu maskování slouží zadýmovací zařízení motoru a dýmové granáty. Systém ochrany proti zbraním hromadného ničení zůstal původní sovětský (GO-27 + filtroventilační zařízení).
Tank má ve výbavě automatický protipožární systém Kidde Deugra (dva nezávislé systémy pro korbu a věž), který se skládá z protipožárního zařízení BUA s optickými hlásiči a láhvemi s ekologickým hasivem DeuGen). Protipožární systém při ohrožení vznícení vnitřních prostor, uvede ve zlomku tisíciny sekundy do činnosti hasicí zařízení. Doba zjištění požáru na ploše o průměru 125 mm - max. 35ms, celková doba pro potlačení exploze - max. 150 ms, celková doba pro uhašení požáru na ploše o průměru 500 mm - max. 500 ms, celková doba uhašení požáru v motoropřevodovém prostoru - max. 20 s

### Výzbroj

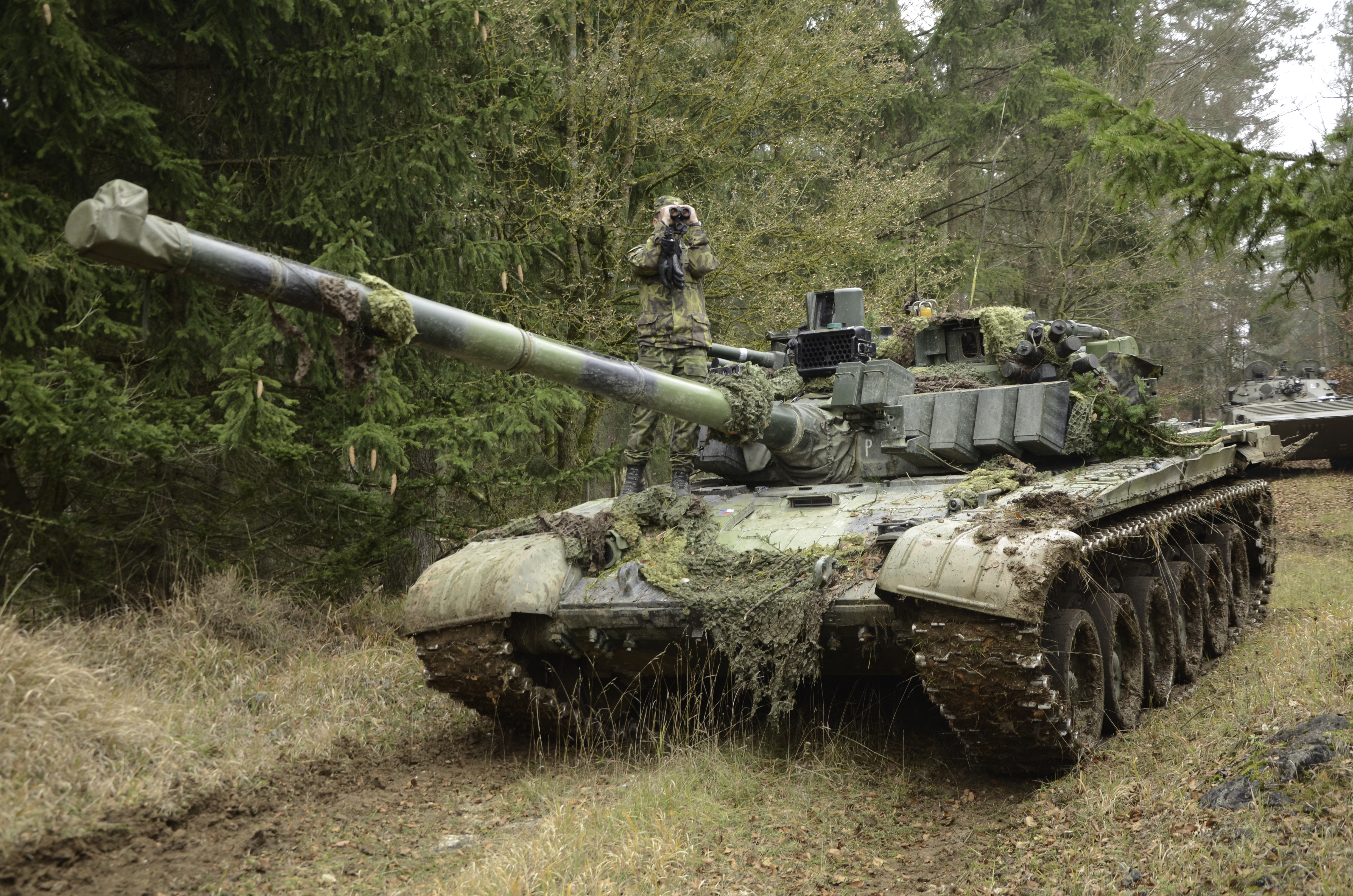
T-72M4 CZ na cvičení NATO Combined Resolve v německém Hohenfelsu, 2013.

Tank byl vyvíjen hlavně pro tankový boj, aby v případě nasazení byl schopen likvidovat těžce obrněné vozidla nepřítele. Kanon zůstal původní 2A46M s hladkým vývrtem hlavně ráže 125 mm se stabilizátorem 2E28M, tepelnou ochranu a ejektorem. Nabíječe zastupuje nabíjecí automat se stálým úhlem nabíjení. V automatu je poskládáno 22 nábojů, přičemž zbytek se nachází ve věži. Střelec má možnost mimo standard (kumulativní a tříštivo-trhavé) použít nově vyvinuté šípové střely APFSDS-T od firmy Synthesia. Ty jsou z tvrdých slitin wolframu a jsou schopny probít pancíř o tloušťce 500 mm, a to na vzdálenost přesahující 2000 m. Tank veze celkově 37 kusů různého střeliva. Kanon je spřažen s kulometem PKT ráže 7,62 mm a na věži je upevněn protiletadlový kulomet NSVT ráže 12,7 mm.
S ohledem na velikost ráže moderní tanky převáží relativně malý počet munice, proto je nutné, aby posádka tanku zničila zaměřený cíl první ranou. Díky nové munici a novému systému řízení palby TURMS-T (který vychází z typu OG14L3 TURMS z tanku C1 Ariete) byla, v porovnání s tankem T-72M1, zlepšen poměr zásah/zničen. Systém TURMS-T zahrnuje zaměřovače střelce a velitele, balistický počítač se zálohami a senzory polohy věže, teploty nábojek a meteorologických podmínek (teplota vzduchu, tlak, síla a směr větru) systém je italský a snižuje dobu nutnou pro zaměřování. Také zvyšuje pravděpodobnost prvního zásahu. Srdcem systému je zařízení TMC (balistický počítač pro řízení věže). Zaměřovač velitele je plně stabilizován a je vybaven denním (zvětšení 4× a 12×) a denním/nočním termovizním (zvětšení 5× a 13×) kanálem. Doplňuje se laserovým dálkoměrem typu Nd-Yag. Střelecký zaměřovač shodně stabilizován a vybaven, jinak používá denní kanál o zvětšení 2,5× a 10×. a laserový dálkoměr typu Nd-Yag o dosahu 250 až 9995 metrů. Zaměřovače jsou schopny rozeznat cíl ve dne na vzdálenost do 5000 metrů a v noci 4000 metrů. Systém také podporuje funkci Hunter-Killer a stejně jako i u jiných moderních tanků je schopen vést střelbu na cíl i velitel tanku (pokud najde cíl s vyšší prioritou). Další systémy tanku tvoří vnitřní diagnostický systém, navigační systém NBV-97 GPS (kombinuje přijímač družicové navigace GPS a inerciální navigační komplet), který vyvinuly Letecké Přístroje Praha s. r. o., systémy vnitřního spojení (intercom BCC 600) a systémy vnější komunikace (stanice RF1350, radiokomplet RF-13 a zesilovač ZV-13) shodný se standardy NATO. Stanoviště řidiče je osazeno pasivním noktovizorem 2. generace NV-3P.

## Budoucnost T-72M4 CZ
Další modernizace tanku T-72M4 CZ byla zahrnuta v modernizačním plánu AČR představeném v červnu 2018, což znamenalo, že Armáda České republiky s tankovým vojskem nadále počítá. K 1. lednu 2018 armáda vlastnila 119 uskladněných tanků T-72M1 a 30 modernizovaných T-72M4 CZ, kterými ale byla počátkem roku 2018 kvůli omezené provozuschopnosti plně vyzbrojena pouze 1. tanková rota (10 tanků), zatímco 2. a 3. rota obdržely reaktivované tanky T-72M1, kterými byla v počtu 10 kusů vybavena také 1. tanková rota Aktivních záloh. Hodnota modernizační zakázky byla 908 milionů korun bez DPH. Smlouva byla kvůli pandemii covidu-19 uzavřena až v září 2020 náměstkem ministra obrany pro řízení sekce vyzbrojování a akvizic Luborem Koudelkou a za VOP CZ ředitelem firmy Radovanem Putnou a obchodním ředitelem Martinem Krupou, s plněním v letech 2020 až 2025. Modernizace se týkala výměny systémů a komponentů, které byly zastaralé, neopravitelné nebo se již nevyráběly. Hlavním prvkem modernizace byly komunikační prostředky a systém řízení palby, využívající zastaralé senzorové vybavení, které kvůli svému stáří a ukončené produkci nemohly být při poruše nahrazeny. V plánu modernizace byla zahrnuta i modernizace motorů a požárních systémů, z důvodů ceny se však ministerstvo obrany rozhodlo pohonné jednotky nemodernizovat. V ceně zakázky bylo také dodání náhradních dílů nebo školení zbrojířů a dílenských specialistů. Díky této dílčí modernizaci byla podle ministerstva armáda schopna plnit spojenecké závazky, spočívající ve vybudování brigády těžkého typu a udržet si tak tankové schopnosti do roku 2030.
V souvislosti s náhradou tanků T-72M4 CZ se zvažoval nákup až dvou praporů nových tanků. Od počátku se jako nejvhodnější náhradou počítalo s tanky Leopard 2. Zvažován byl projekt německé firmy KMW (Krauss-Maffei Wegmann) a Evropské obranné agentury (European Defence Agency, EDA), v rámci kterého byla vytvořena flotila tanků Leopard 2A7EU, které jsou formou leasingu poskytovány dalším zemím EU (podobně systém jako u VzS AČR u stíhaček Gripen). Roční leasingová cena za jeden tank, a to včetně kompletního balíku služeb na začátku projektu byla 1 milion až 1,3 milionů euro ročně (25,8 milionů Kč). Zástupci Ministerstva obrany a AČR, se ale kvůli zhoršené bezpečnostní situaci po roce 2014, rozhodli pro nákup tanků nových a tak v červenci 2016 navštívili španělskou vojenskou základnu u Zaragozy, kde se zajímali o uskladněné tanky Leopard 2A4, které chtěla španělská armáda prodat. Z nákupu sešlo, jelikož španělské leopardy byly ve velmi špatném technickém stavu. V roce 2022 však došlo k zahájení jednání s Německem, ohledně německé nabídky poskytnout kompenzace státům, které dodávají své zbraně ukrajinské armádě ve válce na Ukrajině. V případě ČR se jednalo o darování 14 starších Leopardů 2A4 a jednoho nového vyprošťovacího tanku BPz 3 Büffel, který před dodáním zastupoval jeden starší vyprošťovací tank patřící Bundeswehru. Dodávka 14 starších tanků byla předzvěst nákupu 50 tanků Leopard 2A7+, na kterou budou v budoucnu modernizovány i ony dodané starší verze 2A4.[zdroj?]